# 1590 Tsiolkovskaja
1590 Tsiolkovskaja este un asteroid din centura principală, descoperit pe 1 iulie 1933 de Grigori N. Neuimin.